# David Foster Wallace
David Foster Wallace   (Ithaca, 21 de febrer de 1962 - Claremont, 12 de setembre de 2008) fou un escriptor novaiorqués, autor de tres novel·les, nombrosos assajos i relats curts, i professor d'escriptura creativa al Pomona College de Califòrnia.
La seua obra més coneguda és Infinite Jest, publicada el 1996. Mort el 2008 després d'una depressió, el 2011 es publicà una novel·la inacabada, The Pale King.

## Biografia
Fill de James Donald Wallace (doctor en filosofia per la Universitat Cornell i professor a la Universitat d'Illinois) i Sally Foster Wallace (premi nacional de l'any 1996 pel seu treball de professora d'anglés al Parkland College de Champaign), David Foster Wallace es crià a Philo, prop d'Urbana (Illinois), on assistí a l'escola Yankee Ridge. Durant l'adolescència, el jove David era jugador de tenis en la categoria regional; més avant, es diplomà en filologia i filosofia a l'Amherst College de Massachusetts, on es graduà l'any 1985 amb un summa cum laude per les dues tesis doctorals: la de filosofia va rebre un premi de llicenciatura i la d'anglés esdevingué la seua primera novel·la, The Broom of the System, publicada el 1987; el mateix any va fer un màster de belles arts en escriptura creativa a la Universitat d'Arizona.

### The Broom of the System
El seu primer llibre li valgué el reconeixement de la crítica literària i l'atenció del públic nord-americà; alhora, es va traslladar a Boston per continuar estudis de filosofia a la Universitat Harvard, però se'ls hagué de deixar: la novel·la, ambientada a Cleveland (Ohio) l'any 1990, conta la història de Lenore Stonecipher Beadsman, una telefonista de vint-i-quatre anys que ha de patir la desaparició misteriosa de la seua besàvia d'una residència, la relació amb un germà anorèctic, un xicot neuròtic i un lloro parlant anomenat Vlad l'Empalador.
Dos anys més tard, el 1989 va publicar Girl with Curious Hair (La xica amb cabell estrany), una recopilació de relats curts on figura el que dona títol al conjunt o Westward the Course of the Empire Takes its Way («el rumb de l'imperi gira cap a l'oest»), títol amb el qual es publicà al Regne Unit. La traducció al català, L'escombra del sistema, no fou publicada fins al 2013.

### Infinite Jest
El 1991, Wallace va començar a escriure una altra novel·la. A l'any següent, per influència d'un amic, va sol·licitar una plaça en el departament d'anglés de la Universitat d'Illinois i la va guanyar. El desembre del 1993 envià un primer esborrany al seu editor i, després de publicar-ne fragments durant 1995, el llibre es publicà l'1 de febrer de 1996: Infinite Jest (que pren el títol d'un passatge de Hamlet) és un patracol de més de mil planes i vora quatre-centes notes al peu de narració no consecutiva. Subdivisible en quatre trames convergents (una acadèmia de tenis, un centre de desintoxicació, una pel·lícula que ningú pot deixar de vore i el president de tota l'Amèrica del Nord), en este llibre com en l'anterior l'autor fa servir un registre alhora retòric i vulgar, ple d'argot específic i, molt sovint, térmens inventats, la major part en forma d'abreviacions i acrònims i explicats en profunditat en les notes posteriors: per exemple, l'Enfield Tennis Academy, un dels escenaris de la història, sempre apareix abreujat ETA (paradoxalment, també hi apareixen Les Assassins des Fauteuils Rollents («roulants», mal escrit), grup independentista quebequès d'«assassins en cadira de rodes».

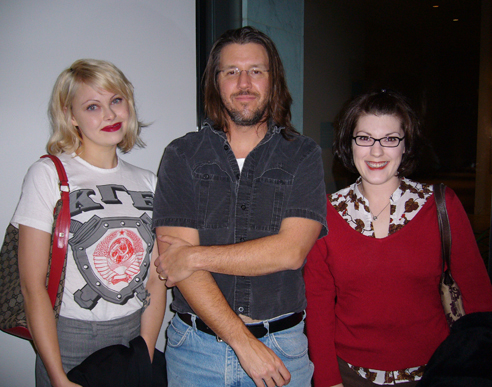
Amb unes fans, gener de 2006

### A Supposedly Fun Thing I'll Never Do Again
Després de l'èxit aconseguit amb Infinite Jest, el 1997 va publicar una altra recopilació de set articles publicats abans en altres mitjans, principalment en Harper's Magazine. Una cosa suposadament divertida que no tornaré a fer mai, l'escrit que dona nom al llibre és una crítica als viatges en creuer, basat en l'experiència pròpia d'un pel Carib; entre els altres sis destaca E Unibus Pluram: Television and U.S. Fiction, un assaig sobre la influència prescindible de la televisió en la literatura contemporània i l'ús de la ironia en la cultura nord-americana. El mateix any rebé el Genius Grant de la Fundació MacArthur i el premi Aga Khan de ficció dels editors per una de les «entrevistes» publicades en The Paris Review que, dos anys més tard, formaria part del seu tercer volum recopilatori.

### Brief Interviews with Hideous Men
Publicat el 1999, Breus entrevistes amb hòmens espantosos és una col·lecció de vint-i-tres relats curts de ficció dels quals quatre duen eixe mateix títol: en elles, els «entrevistats» són tots hòmens amb alguna característica repulsiva i l'entrevistador mai intervé; només n'apareixen transcrites les respostes. La resta d'històries també tracten l'alienació, l'humor negre o la psicologia, amb títols com La mort no és el final, I un altre exemple de la porositat d'algunes vores, La persona deprimida, El dimoni és un home ocupat o El suïcidi com a regal. L'actor i director de cinema John Krasinski tenia previst començar a rodar una pel·lícula basada en el llibre el novembre del 2006, protagonitzada per Julianne Nicholson; actualment es troba en fase de postproducció.

### Consider the Lobster
L'any 2000, Wallace va cobrir la campanya presidencial del senador John McCain
i, l'any següent, els atemptats de l'11 de setembre de 2001, ambdós temes per a la revista Rolling Stone. El 2002 es mudà a Claremont per convertir-se en el primer professor de la càtedra Roy E. Disney d'escriptura creativa i d'anglés, on feia dos cursos de postgrau cada semestre alhora que seguia escrivint.
Així, Wallace també escrigué sobre l'US Open en la Tennis Magazine; sobre el director David Lynch
o la pornografia en Premiere; sobre la indústria cinematogràfica d'efectes especials en Waterstone's; sobre el locutor de ràdio John Ziegler en The Athlantic Monthly
i sobre un festival del marisc en la Gourmet Magazine, en un article titulat «Consideració amb la llagosta», en què recelava de l'ètica de cuinar vius eixos crustacis: tots estos articles apareixen recopilats en un volum homònim, publicat el 2005.

### Mort
Wallace se suïcidà el 2008, després d'un llarg historial depressiu que havia empitjorat poc abans de la mort:
la seua muller —l'artista Karen L. Green, amb la qual s'havia casat el 27 de desembre del 2004—
qui se'l va trobar penjat en arribar a casa i avisà la policia. En una entrevista concedida a The New York Times, son pare revelà que el seu fill patia depressió de feia vint anys; Wallace va provar molts tractaments, inclosa la teràpia electroconvulsiva, però només la medicació antidepressiva li permetia escriure fins que, el 2007, va deixar de medicar-se aconsellat pel seu metge. Els mesos previs a la mort, la depressió havia agreujat notablement. L'autòpsia, feta pública el 27 d'octubre, detallava que ell mateix es va lligar les mans amb cinta americana després de clavar una corretja negra a una jàssena del pati, de la qual es va penjar des d'una cadira que trobaren tombada en terra.

### Pòstuma
En assabentar-se de la notícia, el crític literari David Ulin va dir d'ell que era «un dels escriptors més influents i innovadors dels últims 20 anys».
Irònicament, un parell d'anys abans Wallace aconsellà Donald Antrim (un altre novel·liste amb depressió) que provara la medicació que tan bon resultat li donava: el mateix Antrim ho va relatar en l'homenatge que la Universitat de Nova York va organitzar en memòria de Wallace el 23 d'octubre, un mes després del seu traspàs: durant l'acte, diferents personalitats, amics i companys seus van llegir fragments de les seues obres, entre els quals el seu admirat Don DeLillo, l'editor Michael Pietsch, la seua representant Bonnie Nadell (amb la qual treballà des del principi),
el novel·liste Mark Costello (company de facultat amb el qual va coescriure Signifying Rappers el 1990) i la seua germana, Amy Wallace Havens, la qual digué que son germà «havia sucumbit a un càncer de l'ànima».

## Estil literari
La ficció de Wallace sovint tracta de la ironia. L'assaig E Unibus Pluram: Television and U.S. Fiction, en principi publicat per a una revista minoritària, Review of Contemporary Fiction el 1993, proposa que la televisió té una influència irònica sobre l'escriptura de ficció, i urgix els autors a evitar la rebel·lia superficial televisiva: «Vull convéncer-te que la ironia, el silenci amb cara de pòquer, i la por al ridícul són distintius d'estos trets de la cultura contemporània dels Estats Units (dels quals la ficció d'avantguarda n'és una part) que gaudix de qualsevol relació significativa amb la televisió, la mà estranya de la qual agafa la meua generació per la gola. Vaig argumentar que la ironia i la burla són entretingudes i efectives, i que alhora són agents d'una gran desesperació i èxtasi en la cultura dels Estats Unitats, i que per als aspirants a novel·listes suponen uns problemes espantosos.» Wallace emprà diverses formes d'ironia, però s'hi fixà en els anhels continuats dels individus per ser seriosos, l'experiència inconscient pròpia i en la societat saturada de mitjans de comunicació.
Les novel·les de Wallace solen combinar diversos models d'escriptura, i incorporen argot i vocabulari provinent d'una àmplia varietat de camps, fins i tot inventat en algunes ocasions: en els seus textos apareixen abreviatures creades per ell mateix, acrònims, frases múltiples llargues, i un ús notable de les notes a peu i a final de pàgina, com és el cas d'Infinite Jest o Octet: amb esta tècnica pretén interrompre la linealitat de la narració per reflectir la seua percepció de la realitat sense barrejar l'estructura sencera.
Segons Wallace, «la ficció tracta sobre el que és un punyeter humà» i expressa el desig d'escriure «ficció apassionada moralment, de moral apassionada» que podria ajudar els lectors a «esdevindre interiorment menys sols». En el discurs inaugural del curs al Kenyon College, que anys després seria publicat amb el nom This is water, alenta els futurs alumnes descrivint la condició humana de les crisis quotidianes i la desil·lusió crònica i advertix contra el solipsisme, tot invocant la compassió, la consciència plena i l'existencialisme.

## Altres mitjans
- Dotze de les entrevistes de Brief Interviews With Hideous Men van ser la primera adaptació d'una obra de David Foster Wallace al teatre. L'obra, Hideous Men, adaptada i dirigida per Dylan McCullough, es va estrenar l'agost del 2000 al New York International Fringe Festival. Brief Interviews també va ser adaptada el 2011 per Marc Caellas en l'obra teatral Brief Interviews With Hideous Writers.[33]
- Brief Interviews With Hideous Men també ha sigut adaptada al cinema, amb la pel·lícula homònima dirigida per John Krasinski, estrenada el 2009 al Festival de Cinema de Sundance. És protagonitzada per Julianne Nicholson, Christopher Meloni, Rashida Jones, Timothy Hutton, Josh Charles, Will Forte i Corey Stoll.
- El curtmetratge Tri-Stan: I Sold Sissee Nar to Ecko de Brief Interviews With Hideous Men fon adaptat en una peça d'òpera pel compositor Eric Moe, per ser representada amb projeccions de vídeo.
- El capítol A Totally Fun Thing That Bart Will Never Do Again de la sèrie de televisió Els Simpsons, emés el 29 d'abril de 2012, es basa lliurement en l'assaig A Supposedly Fun Thing I'll Never Do Again. La família Simpson viatja en un creuer, i Wallace hi apareix en el fons d'una escena vestit amb una samarreta esmòquing al menjador del vaixell. L'escriptor relatava que havia dut samarretes com aquesta «en sopars formals».
- Infinite Jest va ser interpretada en una ocasió pel grup de teatre experimental alemany Hebbel am Ufer. L'acte va ser posat en escena en diverses localitzacions de Berlín i l'acció tingué lloc durant un període de 24 hores.[34]
- El capítol Good Old Neon, d'Oblivion: Stories fon adaptat i representat per Ian Forester en el Festival Hollywood Fringe de 2011.